# Vida Lleidatana
Vida Lleidatana (1926-1931) fou una revista quinzenal que va publicar ininterrompudament 101 números durant gairebé 5 anys. Fou ideada com una plataforma que havia d'aglutinar i donar a conèixer la cultura catalana i lleidatana durant l'època que precedia l'inici de la Segona República.

## Història i evolució
El primer número va sortir a la palestra l'1 de maig de 1926, uns dies abans de la festa major de la ciutat. El darrer número va sortir el 10 de gener de 1931, edició dedicada a Joan Bergós i Dejuan, amb motiu de la seva mort. Va comptar amb diverses edicions especials publicades per les festes majors de la ciutat, caps d'any o la mort de personatges il·lustres.
“Vida Lleidatana” va ser un projecte que es va materialitzar en una època convulsa per la cultura i la llengua catalanes. Però si l'estat cultural del país ja era complicat, en un àmbit local era encara pitjor. És per això que la revista forma part d'un projecte que en l'àmbit social i polític, va mantenir latent l'esperit de la divulgació literària i cultural catalana i lleidatana.

## Contingut i format
La revista s'imprimia en format cartilla i en destacava la portada, sempre de colors. Va viure tres etapes, en les que es va escriure amb tres tipografies diferents. A més a més, es dividia en diverses seccions; des d'un refranyer fins a una secció filològica, en la que es volia recuperar la forma correcta en català dels barbarismes més usats a les comarques lleidatanes. Les seccions que apareixen al primer número són les que van anar apareixent al llarg de la vida de la revista. Cada cop eren seccions més consolidades, però mai van canviar, fet que demostra la maduresa del projecte des d'un inici. Naturalment, el gruix de les publicacions es dedicava a la divulgació, sobretot de la literatura catalana, però també s'hi incloïen entrevistes o articles d'opinió d'altres àmbits.
Així doncs, hi ha un clar predomini de tot allò relacionat amb la literatura. Però no només la literatura com a novel·les o altres tipus de llibre, entesa des de totes les formes i diversificacions possibles; des de crítiques fins a estudis literaris, passant per creacions.
Fixant-nos en l'aportació literària concreta a les Terres de Ponent, destaca la importància de tota l'aportació cultural que va tenir la revista en uns temps tan difícils com la dictadura de Primo de Rivera. La idea principal era formar a les pàgines de la revista un seguit de literaris catalans, de Lleida, per a consolidar uns objectius concrets que ajudarien a difondre aquesta cultura i a donar un sentit a la mateixa revista. Per a aconseguir-ho calia assegurar dos objectius: oferir el màxim de persones, de referents, possibles i trobar algú que simbolitzés un referent per damunt dels altres, el referent per excel·lència, una persona validada per la intel·lectualitat catalana perquè fes de pont entre la cultura més tradicional i els més joves.
L'aparició de les «Planes antològiques» des del número 4 respon al primer objectiu. Pel que fa al segon, no hi havia ningú que encaixés millor per assumir aquest paper que Magí Morera i Galícia, figura simbòlica que els impulsors de la revista van saber aprofitar i explotar al màxim.

## Relació de directors i col·laboradors
El Consell de Redacció era l'encarregat d'elaborar físicament la revista, i de decidir que i com es publicava. Estava format per una sèrie de joves sense gens d'interès lucratiu i que eren obrers amb unes certes inquietuds culturals. Els col·laboradors d'aquest consell van ser Felip Solé i Olivé, Vicent Chalons, Pau Guimet, Manuel Pallejà, Josep Teixidó, Josep Canals, Antoni Bergés, Josep Agulló i Antoni Bergós, juntament amb el seu pare, Joan Bergós i Dejuan, com a conseller primordial a l'ombra. La direcció de la revista va recaure en Vicent Chalons perquè era l'únic major d'edat. Va ser l'únic director de la revista durant els cinc anys de publicació (1926 – 1931).

## Primera edició i línia ideològica
L'editorial del primer número, titulat «Presentalla», comença així:
Els qui hem donat a llum aquesta revista, modestos obrers, arborats, però, pel foc d'una idealitat que batega, permanent, en nostres pits, no ho fem pas guiats per l'afany de lucre ni per la ridícola [sic] puerilitat de presumpció, sinó pel desig que sentíem d'aportar al moviment cultural de nostra terra les corrents característiques de les comarques lleidatanes. I acaba així: «Les planes d'aquesta publicació resten obertes a totes les manifestacions de la cultura nostrada i molt principalment a tots aquells que s'inicien en el conreu del pa espiritual de les lletres».
Això demostra la línia ideològica en la qual es movia la revista, i deixa clarament estipulats els objectius que aquesta es presenta.

## Desaparició
Després de publicar el número 101, la revista va deixar d'editar-se sense previ avís. Algunes de les causes podrien ser la manca de suport dels lectors o la pressió del règim, però no se sap amb certesa quin és el motiu de la desaparició de la revista. El que és clar és que les circumstàncies obligaven a canviar-ne l'enfocament original.